# Connecticut Open 2016
Connecticut Open 2016, oficiálně se jménem sponzora Connecticut Open presented by United Technologies 2016, byl profesionální tenisový turnaj pořádaný jako součást ženského okruhu WTA Tour, který se odehrával na otevřených dvorcích s tvrdým povrchem v areálu Cullman-Heyman Tennis Center. Konal se mezi 21. až 27. srpnem 2016 v americkém New Havenu, ležícím v Connecticutu, jako čtyřicátý osmý ročník turnaje.
Představoval poslední díl ženské části US Open Series 2016, jakožto závěrečné přípravy v týdnu před newyorským grandslamem US Open 2016. Turnaj s rozpočtem 761 000 dolarů patřil do kategorie WTA Premier Tournaments. Do roku 2013 nesla tato událost název New Haven Open at Yale.
Nejvýše nasazenou hráčkou ve dvouhře se stala světová pětka Agnieszka Radwańská z Polska. Jako poslední přímá účastnice do dvouhry nastoupila 34. francouzská tenistka žebříčku Kristina Mladenovicová.
Devatenáctý kariérní titul z dvouhry vybojovala Polka Agnieszka Radwańská. Deblovou část ovládla indicko-rumunská dvojice Sania Mirzaová a Monica Niculescuová.

## Distribuce bodů a finančních odměn

### Distribuce bodů
| Soutěž  | vítězky | finalistky | semifinalistky | čtvrtfinalistky | 16 v kole | 32 v kole | Q  | Q3 | Q2 | Q1 |
| ------- | ------- | ---------- | -------------- | --------------- | --------- | --------- | -- | -- | -- | -- |
| dvouhra | 470     | 305        | 185            | 100             | 55        | 1         | 25 | 18 | 13 | 1  |
| čtyřhra | 470     | 305        | 185            | 100             | 1         | —         | —  | —  | —  | —  |

### Finanční odměny
| Soutěž                              | vítězky  | finalistky | semifinalistky | čtvrtfinalistky | 16 v kole | 32 v kole | Q3     | Q2     | Q1   |
| ----------------------------------- | -------- | ---------- | -------------- | --------------- | --------- | --------- | ------ | ------ | ---- |
| dvouhra                             | $130 300 | $69 380    | $37 020        | $19 885         | $10 665   | $5 820    | $3 045 | $1 620 | $895 |
| čtyřhra                             | $40 650  | $21 700    | $11 865        | $6 035          | $3 270    | —         | —      | —      | —    |
| částka ve čtyřhře je uvedena na pár |          |            |                |                 |           |           |        |        |      |

## Ženská dvouhra

### Nasazení
| Stát                          | Hráčka                     | WTA | Nasazení |
| ----------------------------- | -------------------------- | --- | -------- |
| Polsko                        | Agnieszka Radwańská        | 5.  | 1.       |
| Itálie                        | Roberta Vinciová           | 8.  | 2.       |
| USA                           | Madison Keysová            | 9.  | 3.       |
| Rusko                         | Světlana Kuzněcovová       | 10. | 4.       |
| Spojené království            | Johanna Kontaová           | 13. | 5.       |
| Česko                         | Petra Kvitová              | 14. | 6.       |
| Švýcarsko                     | Timea Bacsinszká           | 15. | 7.       |
| Česko                         | Karolína Plíšková          | 17. | 8.       |
| Rusko                         | Anastasija Pavljučenkovová | 18. | 9.       |
| Ukrajina                      | Elina Svitolinová          | 19. | 10.      |
| Česko                         | Barbora Strýcová           | 20. | 11.      |
| Žebříček WTA k 15. srpnu 2016 |                            |     |          |

### Jiné formy účasti
Následující hráčky obdržely divokou kartu do hlavní soutěže: 
- Eugenie Bouchardová
- Agnieszka Radwańská
- Shelby Rogersová
- Caroline Wozniacká

Následující hráčky postoupily do hlavní soutěže z kvalifikace:
- Annika Becková
- Louisa Chiricová
- Nicole Gibbsová
- Ana Konjuhová
- Maria Sakkariová
- Anastasija Sevastovová

Následující hráčky postoupily do hlavní soutěže jako tzv. šťastné poražené:
- Kayla Dayová
- Kirsten Flipkensová
- Camila Giorgiová
- Anett Kontaveitová
- Johanna Larssonová
- Jevgenija Rodinová

### Odstoupení
před zahájením turnaje
- Jelena Jankovićová → nahradila ji Kristina Mladenovicová
- Madison Keysová → nahradila ji Camila Giorgiová
- Johanna Kontaová → nahradila ji Anett Kontaveitová
- Světlana Kuzněcovová → nahradila ji Johanna Larssonová
- Anastasija Pavljučenkovová → nahradila ji Kayla Dayová
- Karolína Plíšková → nahradila ji Kirsten Flipkensová
- Sloane Stephensová → nahradila ji Caroline Garciaová
- Barbora Strýcová → nahradila ji Jevgenija Rodinová

### Skrečování
- Anett Kontaveitová

## Ženská čtyřhra

### Nasazení
| Stát                                                                       | Hráčka                     | Stát       | Hráčka                    | WTA | Nasazení |
| -------------------------------------------------------------------------- | -------------------------- | ---------- | ------------------------- | --- | -------- |
| Maďarsko                                                                   | Tímea Babosová             | Kazachstán | Jaroslava Švedovová       | 16. | 1.       |
| Indie                                                                      | Sania Mirzaová             | Rumunsko   | Monica Niculescuová       | 17. | 2.       |
| Slovinsko                                                                  | Andreja Klepačová          | Slovinsko  | Katarina Srebotniková     | 57. | 3.       |
| Španělsko                                                                  | Anabel Medina Garriguesová | Španělsko  | Arantxa Parra Santonjaová | 68. | 4.       |
| Žebříček WTA k 15. srpnu 2016; číslo je součtem umístění obou členek páru. |                            |            |                           |     |          |

### Jiné formy účasti
Následující páry obdržely divokou kartu do hlavní soutěže:
- Louisa Chiricová /  Alison Riskeová
- Sie Šu-wej /  Andrea Petkovicová
- Klaudia Jansová-Ignaciková /  Caroline Wozniacká

## Přehled finále

### Ženská dvouhra
- Agnieszka Radwańská vs.  Elina Svitolinová, 6–1, 7–6(7–3)

### Ženská čtyřhra
- Sania Mirzaová /  Monica Niculescuová vs.  Kateryna Bondarenková /  Čuang Ťia-žung, 7–5, 6–4